# Отворено првенство Србије у тенису 2011.
Отворено првенство Србије 2011 (познато и под називом Serbia Open 2011 powered by Telekom Srbija) је тениски турнир који припада АТП серији 250 у сезони 2011, а игра се на шљаци. Одржава се на теренима тениског центра Новак у Београду, Србија, од 23. априла до 1. маја.
Домаћин трећег турнира је српски тенисер Новак Ђоковић. Титулу из претходне године је требало да брани Сем Квери, али он се није пријавио за учешће на турниру.

## Учесници

### Носиоци
| Држава | Играч                 | Ранг1 | Носилац |
| ------ | --------------------- | ----- | ------- |
| Србија | Новак Ђоковић         | 2     | 1       |
| Србија | Виктор Троицки        | 16    | 2       |
| ШПА    | Алберт Монтањес       | 26    | 3       |
| ШПА    | Гиљермо Гарсија-Лопез | 27    | 4       |
| САД    | Џон Изнер             | 29    | 5       |
| ЛЕТ    | Ернестс Гулбис        | 31    | 6       |
| Србија | Јанко Типсаревић      | 36    | 7       |
| АРГ    | Хуан Монако           | 37    | 8       |

- 1 Пласман на АТП листи 18. априла 2011.

### Остали учесници
Тенисери који су добили специјалну позивницу (енгл. wild card) организатора за учешће на турниру:
- Фернандо Гонзалез
- Ернестс Гулбис
- Душан Лајовић

Тенисери који су се изборили за учешће на главном турниру кроз квалификациони турнир:
- Мартин Клижан
- Франко Шкугор
- Александер Пеја
- Адријан Унгур

## Поени и новчане награде
| Резултат     | Новчана награда | АТП поени |
| ------------ | --------------- | --------- |
| Победа       | 66.500 €        | 250       |
| Финале       | 35.000 €        | 150       |
| Полуфинале   | 19.000 €        | 90        |
| Четвртфинале | 10.800 €        | 45        |
| Друго коло   | 6.360 €         | 20        |
| Прво коло    | 3.775 €         | 0         |

| Резултат     | Новчана награда | АТП поени |
| ------------ | --------------- | --------- |
| Победа       | 20.200 €        | 250       |
| Финале       | 10.650 €        | 150       |
| Полуфинале   | 5.760 €         | 90        |
| Четвртфинале | 3.290 €         | 45        |
| Прво коло    | 1.930 €         | 0         |

## Победници

### Сингл
Новак Ђоковић је победио  Фелисијана Лопеза резултатом 7–6(4), 6–2.
- Овом победом Новак Ђоковић је освојио пету узастопну титулу у 2011. која је истовремено и двадесет трећа титула у његовој каријери. Уз то, други пут је освојио Отворено првенство Србије, јер је на овом турниру славио и 2009. Победом у финалу је направио низ од 29 узастопних победа од почетка сезоне 2011.

### Дубл
Франтишек Чермак /  Филип Полашек су победили пар  Оливер Марах /  Александер Пеја резултатом 7–5, 6–2.